# Symbol (ブロックチェーン)
Symbol（シンボル）とは、既存のシステムや他のブロックチェーンとの統合を目指したブロックチェーンであり、内部通貨はXYM（ジム）である。コンセンサスアルゴリズムにはProof-of-Stake（PoS）を改良したProof-of-Stake Plus（PoS+）を採用する。
Symbolの代表的な機能として、モザイク、マルチレベルマルチシグ、アグリゲートトランザクション等が組み込まれ、同時にパブリックチェーンとプライベートチェーンとの間でクロスチェーンスワップを用いて第三者機関なしにトークンの交換を可能にしている。
また、容易に利用できるエンタープライズ分野向けブロックチェーンプラットフォームと位置付けられ、APIやSDKを利用してWebサービスやアプリケーションに対して容易に接続することが可能とされている。

## 歴史
NEMはブロックチェーン「Nxt」に着想を得て開発が始まり、NEMの大型アップデートとしてSymbolの開発が始まった。

### NEMのローンチ
2014年1月19日 、「Bitcointalk」のフォーラムにて「UtopianFuture」というハンドルネームの人物によって開発が呼びかけられ、コア開発者のJaguarとの開発が始まる。目標として金銭的な自由、分散化、平等、および連帯感の原則に基づいた、新しい経済圏の創出とした。オープンアルファテストを6月25日に開始し、オープンベータテスト10月20日に開始した。そして、2015年3月31日にSymbolの前身であるNEMが公開された。またNEMのジェネシスブロックは2日前の3月29日に生成されている。

### Catapultの発表
2016年5月20日、テックビューロ株式会社はパブリック型ブロックチェーンNEMとテックビューロの開発するプライベート型ブロックチェーンMijinの両方がCatapult（カタパルト）というコードネームの技術を共有することを発表し、NEMとの提携を正式化した。11月15日、テックビューロがブロックチェーンコア「Catapult」のホワイトペーパーを公開した。2018年3月25日にはCatapultのベータ版がリリースされ、5月14日にはCatapultがプライベートブロックチェーンであるmijin v2の機能およびオープンソースプログラムとして公開された。 2019年になると、カタパルトサーバーをアップデートし、マイルストーンとしてBison、Cow、Dragonという順番でコードネームを付けて発表した。7月1日にはDragonをアップデートしたマイルストーン「Elephant」を発表し、10月14日に「Fushicho」を発表した。11月2日、CatapultはNEMとは異なる新たなブロックチェーンとして公開されることが確認され、12月20日、ブロックチェーン「Catapult」の名称を「Symbol（シンボル）」にすることが提案された。 2020年1月4日にはコミュニティ投票により名称を「Symbol（シンボル）」にすることが決定した。

### Symbolのローンチ
「Catapult」のパブリックテストネットが2020年1月10日に公開され、2月1日にSymbolのティッカーシンボルが「XYM」に決定した。8月17日にブロックチェーン「Symbol」のメインネットの公開が2020年12月17日予定と発表され、8月25日にブロックチェーン「Symbol」で利用されるトークン「XYM」を受け取る意思表明（オプトイン）が9月15日からになることが発表され、9月15日にオプトインが予定通り開始された。 2020年9月26日にはカタパルトサーバーの新しいマイルストーン「Hippopotamus」を発表し、同時に「Symbol（シンボル）」のパブリックテストネットを公開された。
11月19日にはSymbolのメインネット公開日が2021年1月14日に延期されることが発表されたが、12月30日にSymbolのメインネット公開日が2021年2月に再延期されることが発表された。
2021年1月28日にNPO法人NEM技術普及推進会NEMTUS（ネムタス）主導による不特定多数のコミュニティ有志の参加で、ブロックチェーン「Symbol」への負荷テストが行われ、翌月2日にその結果を報告する。2月18日、Symbolの最終ストレステストを開始し、23日にテストの合格が発表される。同時に、スナップショットをしてXYMを保有する枚数を確定させる日が3月12日、Symbolのメインネットの公開日が3月15日に決定し、予定通りスナップショットが3月12日に完了した。
2021年3月16日午前9時6分25秒（日本時間）にジェネシスブロックが生成、3月17日、Symbolのメインネットが公開された。11月5日にはハードフォーク「Cyprus（キプロス)」を実施する事を発表し、12日にハードフォークを実施した。

### KASANEの発表
2024年9月27日には次期アップデートであるKASANEが発表され、同時に関連組織「Lingua Franca（リンガ・フランカ）」の紹介された。

## 特徴

### XYM
Symbolには内部通貨として「XYM」が規定され、トークンを取引する際の手数料や取引承認作業をした人への報酬として使われている。最大発行量は約90億（8,999,999,999）XYMに設定されている。
XYMはスナップショット時にアカウントが保有していた暗号通貨NEMの内部通貨であるXEMの量に応じて発行され、その一部はインフレ報酬として100年以上かけて発行されている。

### ハーベスト
SymbolではコンセンサスアルゴリズムとしてProof-of-Stake Plus（PoS+）を採用し、ブロック生成するプロセスをハーベスト（ハーベスティング）という。ブロック生成はおよそ30秒で行われ、その間にブロックに入る手数料（fee）と予めプロトコルで用意されているインフレ報酬量の合計が、ハーベストを行うアカウントの報酬としてXYMが配分される。 
またハーベストを行うアカウントは、XYMの残高が1万XYM以上にアカウントに対して、以下のスコアを基に算出した「インポータンス・スコア」によって確率的に決定する。
ステークスコア
自分のアカウントのXYMの保有量から1万XYMを持っているアカウントのXYMの総額を割ったもの。
トランザクションスコア
取引によるトランザクション手数料の総額。
ノードスコア
アカウントがノードによってハーベスティングされた手数料の受取人になった回数。
また、ハーベストの参加方法は以下の3つがある。
ローカルハーベスティング
自分でノードを運営して参加する最も基本的な方法だが、安全性が低いとされる。
リモートハーベスティング
リモートアカウントと呼ばれるアカウントを作成し、自分でノードを運営して参加する方法。
デリゲートハーベスティング
第三者が運営するノードにハーベストを委任する事で参加する方法。それによりブロック生成により発生した報酬の一部を受け取る事ができる。

### モザイク
モザイクはSymbol上で発行されるトークンである。モザイクにメタデータを付ける事ができたり、モザイクの発行者がどのアカウントがモザイクを取引できるかを決定できる機能であるモザイク制限を使う事ができる。
後述のアグリゲートトランザクションと組み合わせることで、ブロックチェーン上にすべてのデータを格納するフルオンチェーンNFT（またはオールオンチェーンNFT）を作成するサービス（COMSA、NFT-Drive）が存在する。

### ネームスペース
ネームスペースとは、ブロックチェーン上のドメインのようなものであり、テキスト形式でアドレスやモザイクに好きな名前を付ける事ができる。また、ネームスペースにメタデータを付ける事ができる。

### アグリゲートトランザクション
アグリゲートトランザクション（複合トランザクション）とは、複数の処理を一つのまとめ、トラストレス（第三者機関が不要）な取引ができる機能である。アグリゲートトランザクションの実行には、あらかじめ決められた期限内に該当する当事者全員の署名が必要となり、期限内に1人でも署名しない場合、該当のトランザクションは破棄される。

### マルチレベルマルチシグ
マルチシグとはトランザクションを実行する時に複数の秘密鍵での署名を要する機能であり、Symbolでは複数階層から成る署名であるマルチレベルマルチシグが利用できる。

## アプリケーションとプロジェクト
Symbolを使った代表的なアプリケーションやプロジェクトとして、以下がある。
- NFTDrive

フルオンチェーンNFTを生成することができるツール。NFTを生成時、作業用アドレスの秘密鍵を破棄した状態でNFTを自動生成する仕組みが特徴である。
- JUGGLE

JUGGLE（ジャグル）とは「株式会社Opening Line」によるSymbolのブロックチェーンを活用した企業間で安全・簡単にファイルを共有できるファイル送受信クラウドソリューションであり、アップロードするファイルに対して安全性の高いパスワードを自動で生成し、ブロックチェーン技術と暗号化技術を統合することによって、秘匿性の高いファイル共有と快適な操作環境を実現している。
- DrugN

DrugN（ドラッグン）とはSymbolのブロックチェーン技術を活用した服薬記録活用アプリである。